# Жовніровський Євген Борисович
Євген Борисович Жовніровський (нар. 15 серпня 1921, Київ — пом. невідомо) — український радянський скульптор; член Спілки радянських художників України.

## Біографія
Народився 15 серпня 1921 року в місті Києві. У Червоній армії з липня 1941 року. Брав участь у німецько-радянській війні. Воював у стрілецьких військах, мав військове звання лейтенанта. Нагороджений орденом Червоної Зірки (6 листопада 1945).
1951 року закінчив Київський художній інститут, де навчався зокрема у Костянтина Єлеви, Лева Муравіна, Макса Гельмана. Жив у Києві, в будинку на вулиці Дашавській, № 27, квартира № 13.

## Творчість
Працював в галузі станкової скульптури і графіки. Серед робіт скульптури:
- «Метробудівець» (1951, бронза, мармур);
- «Патріот» (1956—1957);
- «У громадянську» (1958, гіпс);
- «На високій полонині» (1960, гіпс тонований);
- «Гуцульська весна» (1966, склоцемент; Львівський історичний музей);
- «Гуцулка» (1967);
- «Пробудження» (1969, гіпс);
- «1941 рік» (1970, гіпс).

Брав участь у республіканських і всесоюзних виставках з 1951 року, конкурсах на проєктування пам'ятників — з 1946 року.